# Jan Bronś
Jan Bronś (ur. 25 marca 1959 w Wieruszowie) – polski inżynier i samorządowiec, w latach 1994–2014 oraz 2018–2024 burmistrz Oleśnicy.

## Życiorys
Ukończył studia na Wydziale Budownictwa Lądowego Politechniki Wrocławskiej. W latach 1990–1994 pełnił funkcję zastępcy burmistrza Oleśnicy, a od 1994 zajmował stanowisko burmistrza tego miasta. Od 1998 do 2002 był także przewodniczącym rady powiatu oleśnickiego. Założył lokalną organizację „Porozumienie Samorządowe 2002”, z ramienia której w pierwszych bezpośrednich wyborach w 2002 skutecznie ubiegał się o reelekcję na urząd burmistrza.
Cztery lata później w drugiej turze kolejnych wyborów, startując jako kandydat PS 2002, zdobył 6352 głosów (61,87%), pokonując tym samym kandydata Prawa i Sprawiedliwości. W 2010 uzyskał reelekcję w pierwszej turze. W 2014 nie został wybrany na kolejną kadencję, został natomiast ponownie radnym powiatu oleśnickiego.
Od 2007 kierował Wrocławskim Stowarzyszeniem Wójtów i Burmistrzów, był członkiem zarządu Związku Miast Polskich. Wszedł także w skład Komitetu Regionów. W 2015 objął stanowisko sekretarza powiatu wrocławskiego. W wyniku wyborów w 2018 powrócił na urząd burmistrza Oleśnicy. Nie ubiegał się o reelekcję w 2024; uzyskał wówczas kolejny raz mandat radnego powiatu.

## Odznaczenia
Odznaczony Krzyżem Kawalerskim Orderu Odrodzenia Polski (2015).

## Życie prywatne
Jest ojcem dwójki dzieci – córki i syna.